# Harald Menges

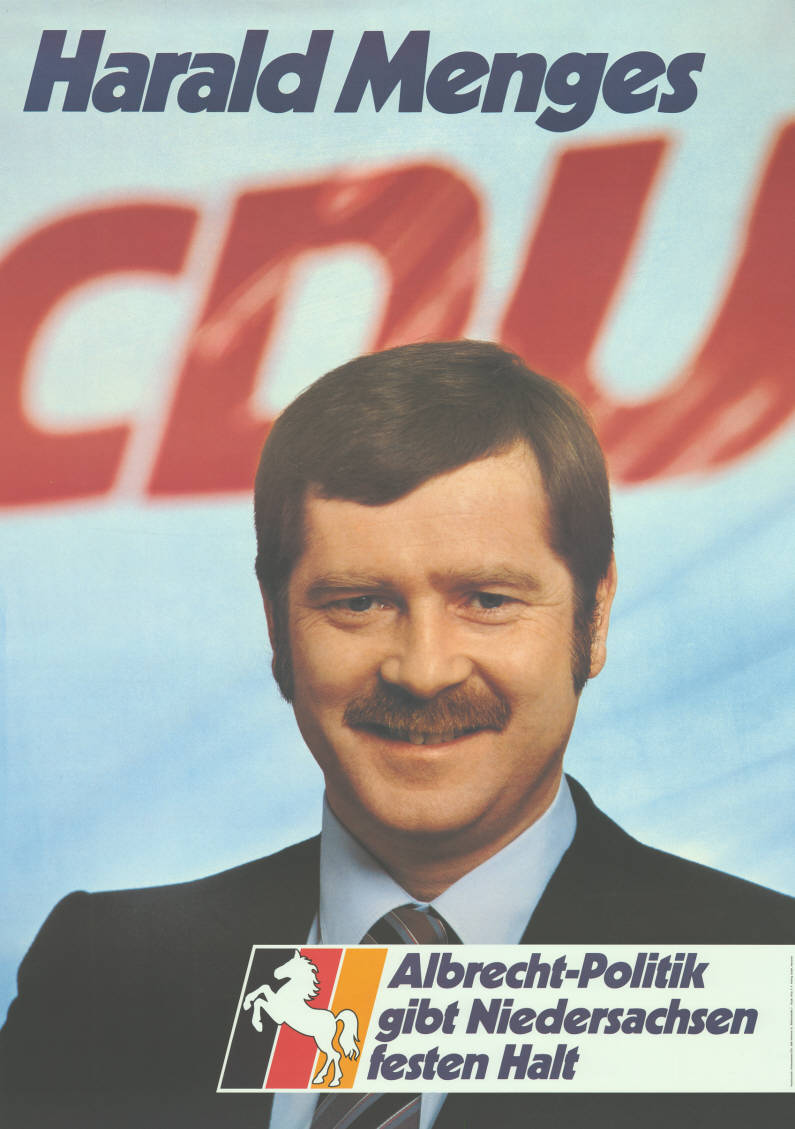
Kandidatenplakat zur Landtagswahl in Niedersachsen 1982

Harald Menges (* 5. August 1943 in Lüneburg) ist ein deutscher Politiker (CDU). Er war von 1982 bis 1990 Abgeordneter im Landtag von Niedersachsen.

## Leben
Menges besuchte die Volksschule und absolvierte anschließend eine Lehre bei der Deutschen Bundesbahn. Er begann 1962 eine achtjährige Dienstzeit beim Bundesgrenzschutz (BGS) in Braunschweig. Danach arbeitete er ab 1970 als Werkschutz-Sachbearbeiter im Volkswagenwerk Salzgitter. Er engagierte sich als ehrenamtlicher Richter und war zuletzt beim Oberverwaltungsgericht Lüneburg tätig. Menges ist Mitglied der IG Metall und seit 1972 auch der CDU und der Christlich-Demokratischen Arbeitnehmerschaft (CDA). Menges wurde 1976 zum stellvertretenden Landesvorsitzenden der Sozialausschüsse der CDA gewählt und war ab 1985 Mitglied des Landesvorstandes Niedersachsen der CDA. Seit 1976 war er stellvertretender CDU-Kreisvorsitzender. Von 1981 bis Oktober 1985 war er Mitglied und Vorsitzender der CDU-Fraktion des Bezirksrates Braunschweig-Weststadt. Ab Oktober 1986 war er Ratsherr der Stadt Braunschweig. Menges gehörte als Mitglied des Niedersächsischen Landtages der 10. und 11. Wahlperiode an.